# Britzer Garten
Britzer Garten er benævnt efter bydelen Berlin-Britz i det Berlinske område Neukölln. Parken blev anlagt i forbindelse med en Forbundshaveudstilling (BUGA) i 1985, og tanken var at give befolkningen i det sydøstlige Vestberlin en ny landskabspark, fordi den var afskåret fra det naturlige opland. Den dækker 90 ha og byder på natur- og havekunst, rosenhave, Rododendronlund, legelandskaber, og udstrakte opholdsplæner, arkitektur og kunst (Karl-Foerster-Pavillon), søer og bakker samt brogede og skiftende blomsterbede. Ved siden af restauranten på Kalenderpladsen står et solur, der med sine 99 m højde er Europas største (se foto). Det blev planlagt af arkitekterne Jürgen Dirk Zilling, Jasper Halfmann og Klaus Zillich.
Man kan køre gennem arealet med lokalbanen Britzer Museumsbahn, der blev opbygget af tipvognsdele i 600 mm sporvidde. Nogle af vognene blev lavet som efterligninger af historiske forbilleder.
Organisatorisk tilhører Britzer Garten Hovedstadsområdets Grün Berlin Park und Garten GmbH, som også ejer Britzer Mühle, rekreationsparken Marzahn (der blev åbnet i 1987 som Berlins egen haveudstilling) og naturparken Schöneberger Südgelände (et tidligere Expo 2000-projekt).
Bortset fra det havemæssige afholdes der hen over året en række arrangementer på parkens festplads ved søen: Solhvervsfest, efterårets dragefest, ildblomst- og klassisk friluftskoncert med et stort fyrværkeri samt både jazz- og klassiske koncerter.
Hovedindgangen ligger ved Buckower Damm ved siden af parkkirkegården Neukölln. På forpladsen ses vandkunsten Fette Henne, hvis navn spiller på, at dele af skulpturen efterligner frugtanlægget hos Stenurt, der på tysk hedder "Fetthenne". Skulpturen er lavet af Rolf Szymanski. Restauranten Café am See blev planlagt fra begyndelsen i 1985 af arkitekten Engelbert Kremser som et led i jordbygningsarbejderne.